# أينو أكتيه

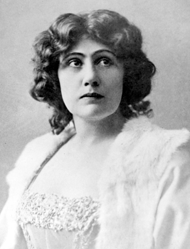
أينو أكتيه.

أينو أكتيه (Aino Ackté؛ هلسنكي، 23 أبريل 1876 - فيهتي، 8 أغسطس 1944) مغنية سوبرانو فنلندية. كانت أول نجمة عالمية للمسرح من الأوبرا الفنلندية بعد ألما فوهستروم، ومنعطفا كبيرا للحقل المحلية.
كان والدا أكتيه ميدزو سوبرانو إيمى أكتيه والموصلات ملحن لورينز نيكولاي أكتيه . تزوجت أينو أكتيه من الطبيب هيكي رنفال في العام 1901 ولدت ابنتها (غلوري لبانن). و ولد ابنهما مييس رينكولا في عام
1908.

## روابط خارجية
- أينو أكتيه على موقع IMDb (الإنجليزية)
- أينو أكتيه على موقع ميوزك برينز (الإنجليزية)
- أينو أكتيه على موقع ديسكوغز (الإنجليزية)